# Rode korstkogelzwam
De rode korstkogelzwam (Hypoxylon rubiginosum) is een schimmel behorend tot de familie Hypoxylaceae. Hij leeft saprotroof op dood hout en takken van verschillende loofboomsoorten in allerlei bostypen en parken gedurende een groot deel van het jaar.

## Determinatie

### Uiterlijke kenmerken
Het dunne korstvormige vruchtlichaam is wat onregelmatig golvend en gegroefd. De korst kan meerdere tientallen centimeter lang, 10 cm breed en 1 à 2 mm dik worden. Waar ostiolen (openingen in de peritheciën) boven het oppervlak van de stromata uitsteken is het wat bobbelig ruw. De kleur varieert van steenrood tot roodbruin tot fel oranje, de rand is soms bleker; op oudere leeftijd is de zwam dofzwart tint.
In doorsnede zijn talrijke kleine holtes onder het oppervlak te zien, bij rijpheid vullen die zich met een zwarte  gelei. 

### Microscopische kenmerken
De conidia zijn ellipsoïde van vorm en geelachtig van kleur. Ze meten 5–6 × 3–4 µm.
De ascosporen zijn breed elliptisch tot boonvormig en meten 7–13 × 3–6 µm. Ze hebben een oliedruppel en een rechte spleet over de lengte van de sporen. De apicale ring van de ascus is amyloïde.

## Verspreiding
In Nederland en België komt de rode korstkogelzwam algemeen voor. Hij staat niet op de rode lijst en is niet bedreigd.